# ديفيد إل. لامبرت
ديفيد إل. لامبرت (بالإنجليزية: David L. Lambert)‏ هو عالم فلك أمريكي، ولد في القرن العشرين.